# Phrynopus tribulosus
Espèce
Statut de conservation UICN

 LC  : Préoccupation mineure
Phrynopus tribulosus est une espèce d'amphibiens de la famille des Craugastoridae. 

## Répartition
Cette espèce est endémique de la province d'Oxapampa dans la région de Pasco au Pérou. Elle se rencontre dans les environs d'Oxapampa à environ 2 600 m d'altitude.

## Publication originale
- Duellman & Hedges, 2008 : Two new minute species of Phrynopus (Lissamphibia: Anura) from the Cordillera oriental in Peru. Zootaxa, no 1675, p. 59-66 (texte intégral).